# Graptophyllinae
Graptophyllinae, podtribus primogovki smješten u tribus Justicieae, dio potporodice Acanthoideae. Sastoji se od 27 rodova. Opisan je u J. Proc. Linn. Soc., Bot. 7: 17. 13 Mai 1863. 
Tipični rod su grmovi Graptophyllum, a njegova tipična vrsta Graptophyllum hortense Nees, sinonim za Graptophyllum pictum.

## Rodovi
1. Tribus Justicieae Dumort.
  1. Subtribus Graptophyllinae T.Anderson
    1. Spathacanthus Baill. (4 spp.)
    2. Chamaeranthemum Nees (4 spp.)
    3. Pranceacanthus Wassh. (1 sp.)
    4. Herpetacanthus Nees (21 spp.)
    5. Isotheca Turrill (1 sp.)
    6. Afrofittonia Lindau (1 sp.)
    7. Thysanostigma J.B.Imlay (2 spp.)
    8. Glossochilus Nees (1 sp.)
    9. Asystasia Blume (59 spp.)
    10. Phialacanthus Benth. (5 spp.)
    11. Filetia Miq. (9 spp.)
    12. Mackaya Harv. (6 spp.)
    13. Cosmianthemum Bremek. (14 spp.)
    14. Codonacanthus Nees (2 spp.)
    15. Chileranthemum Oerst. (3 spp.)
    16. Pulchranthus V.M.Baum, Reveal & Nowicke (4 spp.)
    17. Odontonema Nees (32 spp.)
    18. Sapphoa Urb. (2 spp.)
    19. Oplonia Raf. (21 spp.)
    20. Psilanthele Lindau (1 sp.)
    21. Linariantha B.L.Burtt & R.M.Sm. (1 sp.)
    22. Pseuderanthemum Radlk. (133 spp.)
    23. Graptophyllum Nees (15 spp.)
    24. Wuacanthus Y.F.Deng, N.H.Xia & H.Peng (1 sp.)
    25. Ruspolia Lindau (5 spp.)
    26. Ballochia Balf.f. (3 spp.)
    27. Ruttya Harv. (6 spp.)